# Milwaukee Mile
Die Milwaukee Mile ist eine im Jahr 1903 eröffnete Rennstrecke in West Allis im US-Bundesstaat Wisconsin. Bis zum Jahre 1953 war der Ovalkurs unbefestigt, erst 1954 wurde er asphaltiert. Entgegen dem Namen ist das Oval mit einer Streckenlänge von 1,66 Kilometern etwas länger als eine Meile. In der aktuellen Konfiguration, mit Stand 2009, nehmen die Tribünen der Rennstrecke 45.000 Personen auf.
Die Milwaukee Mile ist der älteste aktive Speedway der Welt, auf dem seit der Eröffnung im Jahre 1903 mindestens ein Autorennen pro Jahr stattfand. Er befindet sich auf dem Gelände der Wisconsin State Fair. Auf ihm fanden bisher Veranstaltungen unterschiedlichster Motorsportvereinigungen statt, darunter die American Automobile Association, der United States Auto Club, NASCAR, CART/Champ Car und die Indy Racing League. Neben diesen großen Serien fanden und finden auch Rennen von diversen regionalen Serien statt.

## Geschichte
Die Geschichte der Rennstrecke geht bis auf das Ende des 19. Jahrhunderts zurück. An jener Stelle befand sich eine Meile lange private Pferderennbahn um das Jahr 1876. Im Jahre 1891 erwarb die Agricultural Society of the State of Wisconsin das Gelände für die Wisconsin State Fair.

### Unbefestigte Rennstrecke
Die erste Veranstaltung fand am 11. September 1903 statt. William Jones aus Chicago gewann ein Rennen über fünf Runden und setzte den ersten Streckenrekord mit 72 Sekunden pro Runde, was einer Geschwindigkeit von etwa 50 mph entspricht. In den Jahren 1907 und 1908 fand jeweils ein 24-Stunden-Rennen auf der Milwaukee Mile statt. Das erste Rennen über 100 Meilen im Jahre 1915 gewann Louis Disbrow mit einer Durchschnittsgeschwindigkeit von 62,5 mph.
Besonderen Erfolg auf der Rennstrecke hatte Barney Oldfield, was entscheidenden Einfluss auf seinen Status als Legende hatte. Im Jahre 1905 setzte er einen neuen Rundenrekord und im Jahre 1910 legte er in seinem „Blitzen Benz“ nach und erhöhte die Durchschnittsgeschwindigkeit auf 70,159 Meilen pro Stunde. Ein Jahr später gewann Ralph DePalma das erste Rennen der Championship Cars, nur eine Woche vor seinem Sieg bei dem Indianapolis 500. Im Juni 1917 musste er sich aber Oldfield mit seinem spektakulären Rennsportcoupé Miller „Golden Submarine“ mit Aerodynamik-Karosserie geschlagen geben der damit eine Serie von Rennen zwischen 10 und 25 Meilen gegen ihn gewann.
Die erste Champ-Car-Veranstaltung fand am 17. Juli 1933 statt. Allerdings war der Tag verregnet. Wilbur Shaw und die anderen Fahrer überzeugten die Veranstalter das Rennen am darauffolgenden Tag zu starten. Dies führte zur Bildung des Begriffs „Rain Date“.
In den 1930er Jahren wurden neue Tribünen installiert, die insgesamt 14.900 Zuschauern Platz boten. Sie ersetzten die ursprünglichen Tribünen aus dem Jahre 1914. Im Jahre 1938 wurden sie zusätzlich überdacht. Diese Tribünen standen bis September 2002, als sie durch neue aus Aluminium gefertigte Tribünen ersetzt wurden.
Im Jahre 1937 fand ein Champ-Car-Rennen statt, dass aufgrund eines Zählfehlers bekannt wurde. Anstelle von den geplanten 100 Runden wurden nur 96 Runden absolviert. Rex Mays gewann dieses Rennen und setzte seine Dominanz bis in die 1940er Jahre fort, in denen er das Rennen im Jahre 1941 und das erste nach dem Zweiten Weltkrieg im Jahre 1946 gewann.
Ein Jahr später begann die Tradition, das Rennen nach dem in Indianapolis stattfinden zu lassen. Seit diesem Zeitpunkt fanden zwischen 1947 und 1980 mehr Rennen von Tourenwagen und Champ Cars auf der Milwaukee Mile als auf irgendeiner anderen Rennstrecke in den USA statt.

### Asphaltstrecke
Im Jahre 1954 wurde das Ein-Meilen-Oval asphaltiert. Der 0,25 Meilen lange, nicht befestigte Kurs im Infield der Strecke wurde für die wöchentlichen Veranstaltungen in den 1950er und 1960er Jahren beibehalten.
Im Jahre 1963 gewann Jim Clark das erste Rennen in einem Champ Car mit Heckmotor in einem Lotus-Ford. Ein Jahr später dominierte A.J. Foyt das letzte Rennen in einem Roadster, bevor die Dominanz der Wagen mit Heckmotor begann. Im Jahre 1965 sollte es aber noch zu einem unerwarteten Rennen kommen. A.J. Foyt musste seinen Ersatzwagen mit Frontmotor aus Springfield zur Milwaukee Mile holen, weil seine Crew es nicht rechtzeitig mit dem Einsatzwagen zum Qualifying schafften. Da der Wagen eigentlich für unbefestigte Rennstrecke ausgelegt war, musste Foyt ihn alleine auf Asphalt abstimmen. Mit diesem Wagen erzielte er die Pole-Position mit einer Geschwindigkeit von 107,881 mph. Im Rennen führte er 16 von insgesamt 200 Runden und beendete es als Zweiter.
Nach der Saison 1967 wurde die Strecke neu asphaltiert. Die noch vorhandenen Strecken im Infield wurden 1970 geschlossen, um die Boxengasse unterbringen zu können.
Im Jahre 1983 kam es zu einer umstrittenen Entscheidung im CART-Rennen. Tom Sneva gewann das Rennen mit 10 Sekunden Vorsprung. Bei der Inspektion der Rennwagen nach dem Rennen wurde eine ungültige Bodenfreiheit an den Seiten der Frontschürze festgestellt, so dass dem Zweitplatzierten Al Unser der Sieg zuerkannt wurde. Snevas Einspruch wurde stattgegeben und ihm zwei Wochen später der Sieg wieder zugestanden. Im darauffolgenden Jahr kam ihm die Verlängerung des Rennens von 100 auf 200 Meilen zugute, als er in der letzten Runde Rick Mears überholen und den dritten Sieg in Folge in Milwaukee einfahren konnte.
Im Jahre 1984 und 1985 fanden zwei Rennen der NASCAR Nationwide Series in Milwaukee statt. Unter den Fahrern fanden sich Legenden wie Alan Kulwicki, Dick Trickle, Bobby Allison, Davey Allison, Dale Jarrett und Darell Waltrip. Das CART-Rennen 1985 gewann Mario Andretti, nachdem er sich schon zuvor die Pole-Position gesichert hatte. Es war sein vierter Sieg auf der Milwaukee Mile. Die Rennen der nächsten beiden Jahre gewann sein Sohn Michael Andretti.
Ein Jahr später siegte Al Unser Jr., nachdem Michael Andretti zwei Runden vor Schluss der Treibstoff ausgegangen war. Damit sicherte er der Unser-Familie den insgesamt neunten Sieg in Milwaukee, nachdem sein Vater Al Unser und Onkel Bobby Unser zuvor bereits jeweils viermal erfolgreich waren.
Das CART-Rennen des Jahres 1991 dominierte wieder die Andretti-Familie. Es war das erste Mal in der Geschichte des Automobilrennsports, dass Mitglieder einer Familie die ersten drei Plätze belegten. Michael Andretti gewann das Rennen, sein Cousin John Andretti wurde Zweiter und sein Vater Mario Andretti Dritter. Sein Bruder Jeff Andretti wurde zudem Elfter.
Als im Jahre 1992 die Gefahr bestand, das Rennen der CART-Serie zu verlieren, engagierte man Carl Haas mit der Organisation aller Aktivitäten in Bezug auf die Rennstrecke. Das Rennen dieses Jahres gewann abermals Michael Andretti. Ein Jahr später siegte der amtierende Formel-1-Weltmeister Nigel Mansell in Milwaukee und sicherte sich seinen ersten Sieg auf einem Ovalkurs.
Bis zum Jahr 2006 gastierten die Champcar auf dem Ovalkurs. Von 2004 bis 2007 wurden parallel zur Champcar World Series auch Rennen der Indy Racing League ausgetragen. Seit 2008, mit einer Unterbrechung im Jahr 2010, ist die Milwaukee Mile fester Bestandteil des Indycar-Kalenders nach der Fusion von CCWS und IRL zur neuen IndyCar Series. Dabei wurde der traditionelle Termin Anfang Juni als erstes Rennen nach dem Indy 500 aufgegeben.
Am 3. Juli 1993 kehrte die NASCAR Nationwide Series nach Milwaukee zurück. Dieses erste Rennen gewann Steve Grissom. Das Rennen der Saison 1996 ging in die Geschichte ein. Der aus Wisconsin stammende Dick Trickle wurde vier Runden vor Schluss von Buckshot Jones überholt. Jones gewann das Rennen mit einem Vorsprung von 0,002 Sekunden vor Mike McLauglin. Es war der knappste Vorsprung in der Geschichte der Nationwide Series und gleichzeitig das Rennen, das von der höchsten Startposition (Platz 32) gewonnen wurde. Der einzige Doppelerfolg in zwei aufeinanderfolgenden Jahren gelang bisher Greg Biffle in den Jahren 2001 und 2002. Seit dem Jahr 1995 ist auch die NASCAR Craftsman Truck Series in Milwaukee zu Gast. Das Eröffnungsrennen gewann Mike Skinner.

### Versuche der Wiederbelebung
Im Jahr 2015 stand die das Fortbestehen der Rennstrecke erneut auf dem Spiel, weil sie kein Promoter für die IndyCar-Rennen auf der Milwaukee Mile finden ließ. Ohne große Rennveranstaltungen waren die Zukunftsaussichten für die Strecke eher schlecht. Für 2016 wurden von den IndyCar Betreibern 16 Rennen angekündigt, darunter ein Event auf der Road America in Elkhart Lake und ein Event in Phoenix. Die Milwaukee Mile war nicht darunter. Der nächste Hoffnungsschimmer auf ein Comeback zeigte sich 2018. Die Sargent’s Company plante für 2019 ein Rennen am Vatertagswochenende, das die Mid-American Stock Car Series, die Midwest Truck Series und die Upper Midwest Vintage Racing Series beinhaltete. Auch im Jahr 2020 sollten wieder professionelle Autorennen hier ausgetragen werden. Diese mussten jedoch aufgrund  der anhaltenden lokalen und staatlich empfohlenen Einschränkungen im Zusammenhang mit der Coronavirus-Pandemie abgesagt werden.

## Streckenlänge und Rekorde
Historisch gesehen ist die Milwaukee Mile ein Ein-Meilen-Oval. Die Streckenlänge von exakt einer Meile wird auch noch von NASCAR verwendet. Nach einer Neuvermessung seitens der CART wurde die Streckenlänge in deren Zeitnahme seit 1997 mit 1,032 Meilen angegeben. Die IRL und der Nachfolger ICS haben die Streckenlänge zu 1,015 Meilen bestimmt.
| ARCA Racing Series       | ARCA Racing Series                   | ARCA Racing Series | ARCA Racing Series | ARCA Racing Series | ARCA Racing Series                        |
| Typ                      | Distanz                              | Datum              | Fahrer             | Zeit               | Durchschnittsgeschwindigkeit (mph / km/h) |
| ------------------------ | ------------------------------------ | ------------------ | ------------------ | ------------------ | ----------------------------------------- |
| Qualifying               | 1,006 Meilen 1,619 km 1 Runde        | 2005               | David Ragan        | 0:00:30,016        | 119,936 / 193,018                         |
| Indy Racing League       |                                      |                    |                    |                    |                                           |
| Qualifying               | 1,015 Meilen 1,633 km 1 Runde        | 2005               | Sam Hornish junior | 0:00:21,456        | 170,302 / 274,016                         |
| Rennen                   | 228,375 Meilen 367,455 km 225 Runden | 2004               | Dario Franchitti   | 1:46:49            | 128,281 / 206,403                         |
| NASCAR Nationwide Series |                                      |                    |                    |                    |                                           |
| Qualifying               | 1,006 Meilen 1,619 km 1 Runde        | 25. Juni 2005      | Johnny Sauter      | 0:00:29,365        | 122,595 / 197,298                         |
| Rennen                   | 201,200 Meilen 323,800 km 200 Runden | 26. Juni 2004      | Ron Hornaday Jr.   | 2:26:59            | 105,052 / 169,065                         |
| Indy Lights              |                                      |                    |                    |                    |                                           |
| Qualifying               | 1,015 Meilen 1,633 km 1 Runde        | 2011               | Esteban Guerrieri  |                    | 149,005 / 239,8                           |